# Njarendi Bello
Njarendi Bello (Djarendi Bello) est un village du Cameroun situé dans le département de la Bénoué et la région du Nord. Il fait partie de la commune de Bibémi.  
Coordonnées: longitude 13.85° est, latitude 9.52° nord
Altitude: 213 m

## Population
Selon le Plan Communal de Développement de Bibémi daté de mai 2014, la localité comptait 1430 habitants. Le nombre d’habitants était de 1910 d’après le recensement de 2005.